# トライパス

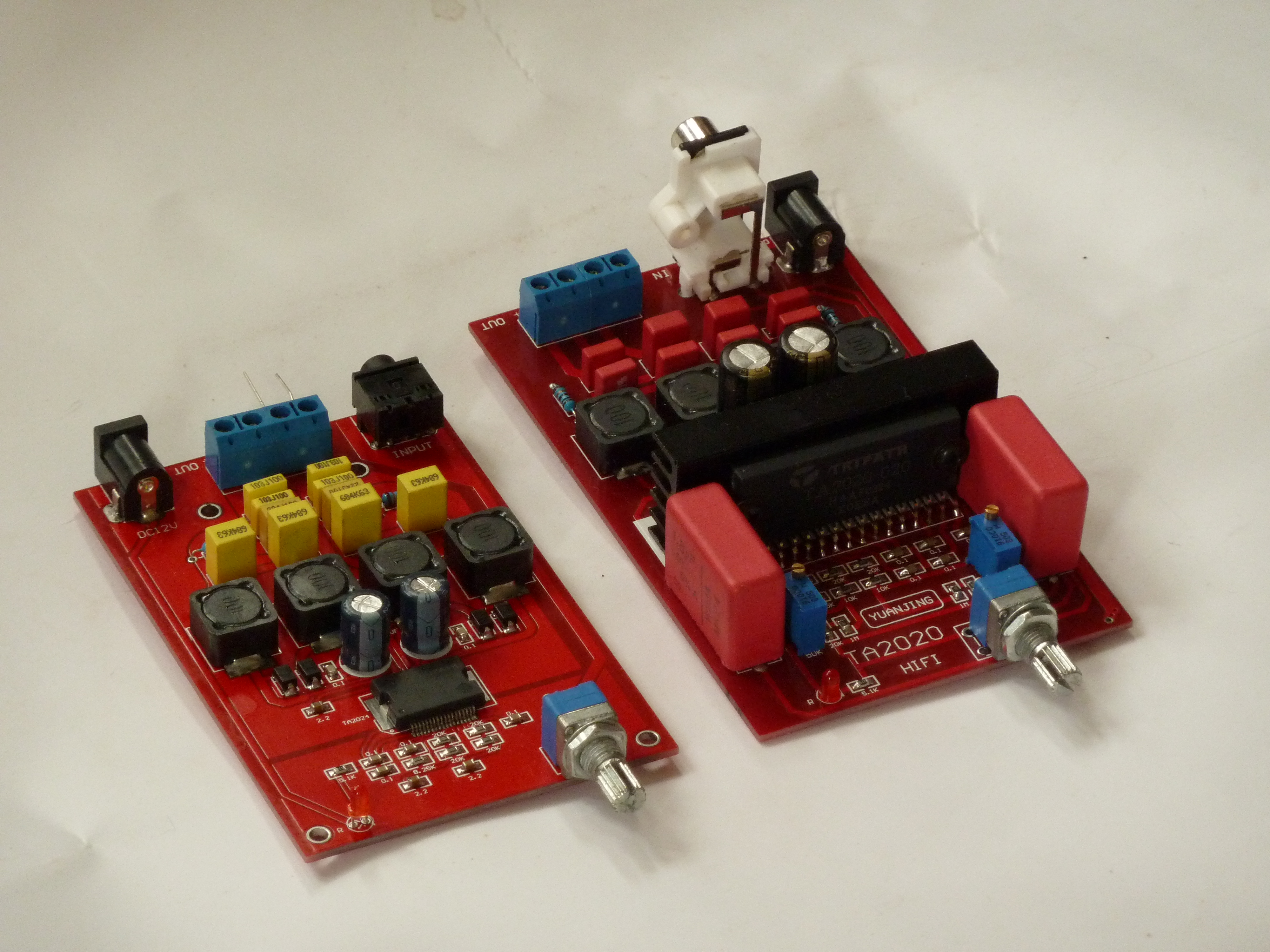
TA2024（左）TA2020（右）

トライパス (Tripath Technology, inc) は、かつてカリフォルニア州に存在した半導体メーカーである。
同時期に活動したノースカロライナ州の法人TriPath Imaging, Inc.（1999年に合併で成立、2006年にベクトン・ディッキンソンが買収、NASDAQ: TPTH）も単に"TriPath"と呼ばれていたことがあるが、別の会社である。

## 沿革
1995年設立。創立者のAdya S.Tripathiはインドのワーラーナシーの出身で、1979年に渡米、IBM、ヒューレット・パッカード、ナショナル セミコンダクターに勤めた後同社を設立した。
1998年にはD級アンプの高効率を高音質と両立させたディジタル・アンプを「T級(class-T)」と名付けて発表、COMPUTEX TAIPEIにも製品を出展した。以降、トライパスはこの種の製品の先駆者として採用事例を増やしていった。1999年にはソニーと共同開発したディジタル・アンプが同社のデスクトップパソコン「VAIO PCV-MXシリーズ」に採用されたほか、2002年にはeMacにも同社のデジタルアンプTA2024が採用された。パソコン以外では、シャープやサムスンのフラットテレビにも採用された。
2000年にはIPOを行ったが、上場直後に一度は32ドルを付けた株価は11月には12ドルまで下げ、翌2001年秋には1ドル前後で取引されるようになった。2005年にはNASDAQから上場廃止警告を受け、OTCブリティンボードに移行した。2007年2月に連邦倒産法第11章の手続きを申請、2008年4月にはSaaSプロバイダのEtelos, Inc.に逆さ合併で吸収された。一部の知的財産はシーラス・ロジックに売却された。